# Société française d'histoire urbaine
Société française d'histoire urbaine est une association française fondée par Jean-Luc Pinol en 1998. Elle édite la revue Histoire urbaine.    

## Présentation
La Société française d’histoire urbaine est fondée en 1998. Elle regroupe des chercheurs et des chercheuses de différentes disciplines. En 2000, Jean-Luc Pinol en est le président. C'est actuellement Denis Menjot depuis 2007.
Elle est affiliée à la European Association for Urban History. Elle organise chaque année un congrès à l'occasion de son assemblée générale.

## Activités éditoriales
Elle publie depuis 2000 la revue scientifique quadriennale Histoire urbaine consacrée à l’histoire des villes de l’Antiquité à la période actuelle. C'est la première revue de ce type en France, elle a pour ambition d'être le reflet  de la recherche interdisciplinaire lié aux grands débats de société. Elle est destinée à un lectorat large allant du monde de la recherche aux personnes qui travaillent sur la ville.

## Prix
Depuis 2011, la Société française d’histoire urbaine décerne un prix annuel pour une thèse doctorale en histoire urbaine, ouvert aux géographes, historiens, économistes, urbanistes, historiens de l'art, archéologues.